# Alexander Peya
Alexander Peya (27 de junio de 1980) es un tenista austriaco.

## Títulos de Grand Slam

### Dobles mixto

#### Títulos (1)
| Año  | Torneo    | Pareja          | Oponentes en la final          | Resultado   |
| 2018 | Wimbledon | Nicole Melichar | Victoria Azarenka Jamie Murray | 7-6(1), 6-3 |

## Carrera

### 1998-2000
- 1998 - Jugó seis eventos futuros y alcanzó al menos la segunda ronda en todos ellos. Ganó sus primeros puntos ATP al clasificarse en el Future Austria F3 alcanzando los cuartos de final. Ganó el Austria F6 (derrotó a Castrichella). Llegó a semifinales del Austria F8 (perdió ante J. Vacek). Llegó a semifinales en el Austria F5 (derrotó a Gruber).
- 1999 - Jugó ocho eventos futuros. Finalista en Austria F3 (v. Eschauer). Llegó a semifinales en el Rumania F1 (p. Craciun) y Francia F10 (perdió con Roux.). Ganó el título en Estados Unidos F21 (derrotando en la final a Dent). El año terminó con un récord 20-7 en Futures. Ganó el título de dobles en el Challenger de Nettingsdorf (junto a Blumauer). Llegó final en tres eventos futuros y semifinales en cinco.
- 2000 - Llegó a la final en Hungría F6 (p. Pless). Ganó dos títulos futuros en Finlandia F1 (d. Nurminen) y F3 (m. Adaktusson). Ganó títulos de dobles en Suecia F2 y Finlandia F3 (con Kreitz).

### 2001-2005
- 2001 – Hizo su debut ATP debut con una invitación en Kitzbuhel. Ganó su primer partido ATP allí  (derrotó a Fernando González Ciuffardi). Posteriormente perdió en segunda ronda ante el español Ferrero. Clasificó en el campo en Long Island y de nuevo llegó a segunda ronda (derrotando a Burgsmuller y perdiendo ante Pete Sampras). Comenzó el año en marzo con victoria en el Japón F1 (d. Iwami). A la semana siguiente llegó a la final del Japón F2 (p. Terachi). Una semana más tarde llegó a semifinales del Japón F3 (p. Uebel). En abril, ganó el Kuwait F3 (d. Gamonal). Terminó con un registro de 18-3 en los cinco primeros eventos futuros del año. Alcanzó su primera final de Challenger de su carrera en Bristol (perdió ante Jamie Delgado). Ganó su primer título Challenger en Togliatti (venciendo a Beck). Terminó con un récord de 20-6 y 15-12 en Futuros y Challenger respectivamente.
- 2002 - Hizo su debut en la Copa Davis en individuales ante Rumania y perdió ante Pavel. Tuvo un mes excelente en julio. Comenzó llegando a la final del Challenger de Bristol (perdió con Beck). A la semana siguiente ganó el Challenger de Togliatti (d. Vlasov). Cerrando el mes con semifinales en el Challenger de Wrexham (p. Burgsmuller). El año terminó con un récord 23-22 en Challenger.
- 2003 - Inaugura el año en la eliminatoria de Copa Davis contra Noruega ganando sus dos partidos disputados, en dobles junto a Jürgen Melzer y en individuales derrotando a Andersen. Recibió comodín para el Torneo de Kitzbühel y llegó a segunda ronda. También recibió invitación para el Torneo de Viena (p. Kiefer). Llegó a semifinales en cuatro eventos challenger, tres en tierra batida y uno en pista dura. Ganó el Challenger de Aachen (v. Melzer). Terminó con un registro de 29-20 en challengers. En dobles fue finalista en el evento ATP en Kitzbuhel (junto a Melzer) y ganó los challenger Togliatti (junto a Kato), Brasov (junto a Wassen) e Ischgl (junto a Julian Knowle).
- 2004 - Debutó en un Grand Slam en Roland Garros, clasificó en el cuadro principal antes de perder en la primera ronda ante Elsner. Jugando por primera vez en Wimbledon derrotó aSalzenstein en lo que fue su primera victoria en un torneo Grand Slam. Perdió ante Andy Roddick en la segunda ronda. Clasificó para el US Open y avanzó hasta la tercera ronda. Derrotó a Bobby Reynolds en cinco sets en primera ronda, a Enqvist en segunda ronda antes de caer ante Tommy Robredo. Cerró el año en cuatro eventos ATP consecutivos, incluyendo Viena, donde llegó a la segunda ronda. Terminó con un registro de 13-9 en los eventos challenger. Ganó el Challenger de Busan (derrotó en la final aYen-hsun Lu). Llegó al menos a segunda ronda en siete eventos challenger. En dobles, llegó a tercera ronda de Roland Garros (junto a Wasson). Llegó a segunda ronda en el Abierto de EE. UU. (junto a Melzer). También llegó a segunda ronda en Viena. En la Copa Davis, se asoció con Knowle para derrotar a Henman-Rusedski. Ganó los títulos challenger en Graz (c/ Knowle). Finalista en Andrezieux (c / Wassen).
- 2005 - Fue finalista en el Challenger de Donetsk (perdió ante el polaco Kubot).

### 2006-2010
- 2006 - Subcampeón en un torneo ATP en Múnich el 7 de mayo (c/ Phau), perdiendo ante Pavel-Waske 6-4, 6-2. Ganó el título del Challenger de Estambul (m. Karanusic). Subcampeón en Fergana (p. Udomchoke) y Togliatti (p. Vico).
- 2007 - Como clasificado, alcanzó la tercera ronda del Torneo de Zagreb (v. Soderling y Llodra, y perdiendo ante Baghdatis). En febrero nuevamente alcanzó la tercera ronda en el Torneo de Kitzbuhel (v. n.º 13 Youzhny; p. a Lapentti). Quedó 3-3 en finales ATP Challenger Tour.
- 2008 - Llegó a los cuartos de final del Torneo de Newport (perdió con Spadea). Con Petzschner fue finalista en el Torneo de Viena (perdieron ante Mirnyi-Ram). Subcampeón en los challenger de Besanzón y Sarajevo.
- 2009 - Clasificado para Doha, Houston, Múnich, Wimbledon y Newport. Llegó tres finales en torneos del ATP World Tour. Ganó dos títulos ATP Challenger Tour en Tenerife (c/ Petzschner) y Eckental (c/ Kohlmann). Subcampeón en Bogotá (c/ Vicente).
- 2010 - Clasificado para el Torneo de Newport. Finalista en dos finales ITF Futures. Ganó tres ATP Challenger Tour de dobles en Busan (c/ Rameez Junaid), Cremona (c/ Slanar) y Salzburgo (c/ Slanar).

### 2011
El austriaco compiló su mejor temporada de su carrera en dobles en el ATP World Tour, ganando un registro personal de 36 partidos y capturando su primer título. Se asoció la mayoría de la temporada con Christopher Kas, como dúo reunieron un récord de 23-17 con tres apariciones en finales - Delray Beach, Gstaad y Winston-Salem. También avanzó a semifinales en tres ocasiones, incluyendo un Grand Slam en Wimbledon. También se asoció con su compatriota Oliver Marach para ganar el título en Hamburgo y llegar a final en Belgrado. Terminó en la posición n.º 11 en el Ranking ATP de Dobles (c/ Kas). Logró un récord personal de $ 232.756.

### 2013
El veterano austriaco terminó en el final de año el n.º 4 del ranking mundial de dobles y capturó un récord personal de 5 títulos en 10 finales, todos junto al brasileño Bruno Soares. Ganó su primer título de la categoría ATP Masters 1000 en Montreal (venciendo en la final a Colin Fleming-Andy Murray). También ganó títulos en São Paulo, Barcelona, Eastbourne y Valencia. En el desempeño de torneos Grand Slam alcanzaron su primera final de Grand Slam en el US Open (perdieron ante Paes-Stepanek), semifinales en Roland Garros (perdiendo ante los hermanos Bob y Mike Bryan), tercera ronda en Wimbledon y perdieron en segunda ronda del Abierto de Australia. Llegó a su mayor ranking de dobles de su carrera, al alcanzar la posición n.º 3 el 12 de agosto. Clasificó por primera vez a la ATP World Tour Finals en Londres y llegó a semifinales (perdiendo ante los Bryans). Terminó la temporada con un récord 55-20 (c/ Soares) y N º 2 en la clasificación de la ATP World Tour Dobles y obtuvo un récord personal de $ 765,006.

### 2014
Participaron como cabezas de serie en el Torneo de Auckland con Bruno Soares, pero cayeron derrotados ante la pareja Knowle-Melo 10-5 en TB. Con Soares, cayeron en el Abierto de Australia en la tercera ronda ante la pareja francesa formada por Michael Llodra-Nicolas Mahut). Llegó a semifinales en el Torneo de Río de Janeiro (c/ Soares), perdiendo ante los eventuales campeones del torneo, los colombianos Juan Sebastián Cabal-Robert Farah. 
Con Soares, venció a la pareja suiza Roger Federer-Stanislas Wawrinka en el ATP World Tour Masters 1000 de Indian Wells por las semifinales, antes de perder ante los Bryan en el combate por el título.
Con Soares, llegaron a los cuartos de final en el Masters de Monte Carlo (perdió con Mirnyi-Youzhny 11-9 en el TB). Con Soares, cayó en el Masters de Madrid en los cuartos de final (perdió con Daniel Nestor-Nenad Zimonjic). En Roland Garros (c/ Soares), perdieron en segunda ronda ante Begemann-Haase.
El 15 de junio, logró su noveno título (c/ Soares) en la batalla contra Jamie Murray-John Peers 10-4 en el TB del Torneo de Queen's Club. Nuevamente junto al brasileño Bruno Soares defendieron con éxito su corona de la Rogers Cup, al superar al croata Ivan Dodig y el también brasileño Marcelo Melo con pizarra de 6-4 y 6-3.

## Títulos ATP (17; 0+17)

### Dobles (17)
| Leyenda                   |
| Grand Slam (0)            |
| ATP World Tour Finals (0) |
| ATP Masters 1000 (3)      |
| ATP World Tour 500 (6)    |
| ATP World Tour 250 (8)    |

| N.º | Fecha                    | Torneo       | Superficie        | Compañero     | Rival en la final                   | Resultado               |
| --- | ------------------------ | ------------ | ----------------- | ------------- | ----------------------------------- | ----------------------- |
| 1.  | 24 de julio de 2011      | Hamburgo     | Tierra batida     | Oliver Marach | František Čermák Filip Polášek      | 6-4, 6-1                |
| 2.  | 14 de enero de 2012      | Auckland     | Dura              | Oliver Marach | František Čermák Filip Polášek      | 6-3, 6-2                |
| 3.  | 30 de septiembre de 2012 | Kuala Lumpur | Dura (i)          | Bruno Soares  | Colin Fleming Ross Hutchins         | 5-7, 7-5, [10-7]        |
| 4.  | 7 de octubre de 2012     | Tokio        | Dura              | Bruno Soares  | Leander Paes Radek Štěpánek         | 6-3, 7-6(5)             |
| 5.  | 28 de octubre de 2012    | Valencia     | Dura (i)          | Bruno Soares  | David Marrero Fernando Verdasco     | 6-3, 6-2                |
| 6.  | 17 de febrero de 2013    | San Pablo    | Tierra batida (i) | Bruno Soares  | František Čermák Michal Mertiňák    | 6-7(5), 6-2, [10-7]     |
| 7.  | 28 de abril de 2013      | Barcelona    | Tierra batida     | Bruno Soares  | Robert Lindstedt Daniel Nestor      | 5-7, 7-6(7), [10,4]     |
| 8.  | 21 de junio de 2013      | Eastbourne   | Hierba            | Bruno Soares  | Colin Fleming Jonathan Marray       | 3-6, 6-3, [10-8]        |
| 9.  | 11 de agosto de 2013     | Montreal     | Dura              | Bruno Soares  | Colin Fleming Andy Murray           | 6-4, 7-6(4)             |
| 10. | 27 de octubre de 2013    | Valencia     | Dura (i)          | Bruno Soares  | Bob Bryan Mike Bryan                | 7-6(3), 6-7(1), [13-11] |
| 11. | 15 de junio de 2014      | Queen's Club | Hierba            | Bruno Soares  | Jamie Murray John Peers             | 4-6, 7-6(4), [10-4]     |
| 12. | 10 de agosto de 2014     | Toronto      | Dura              | Bruno Soares  | Ivan Dodig Marcelo Melo             | 6-4, 6-3                |
| 13. | 4 de mayo de 2015        | Múnich       | Tierra batida     | Bruno Soares  | Alexander Zverev Mischa Zverev      | 4-6, 6-1, [10-5]        |
| 14. | 1 de noviembre de 2015   | Basilea      | Dura (i)          | Bruno Soares  | Jamie Murray John Peers             | 7-5, 7-5                |
| 15. | 1 de octubre de 2017     | Shenzhen     | Dura              | Rajeev Ram    | Nikola Mektić Nicholas Monroe       | 6-3, 6-2                |
| 16. | 14 de abril de 2018      | Marrakech    | Tierra batida     | Nikola Mektić | Benoît Paire Édouard Roger-Vasselin | 7-5, 3-6, [10-7]        |
| 17. | 13 de mayo de 2018       | Madrid       | Tierra batida     | Nikola Mektić | Bob Bryan Mike Bryan                | 5-3, ret.               |

#### Finalista (25)
| N.º | Fecha                    | Torneo             | Superficie    | Pareja             | Oponentes en la final                | Resultado        |
| --- | ------------------------ | ------------------ | ------------- | ------------------ | ------------------------------------ | ---------------- |
| 1.  | 27 de julio de 2003      | Kitzbühel          | Tierra batida | Jürgen Melzer      | Martin Damm Cyril Suk                | 4-6, 4-6         |
| 2.  | 7 de mayo de 2006        | Múnich             | Tierra batida | Björn Phau         | Andrei Pavel Alexander Waske         | 4-6, 2-6         |
| 3.  | 12 de octubre de 2008    | Viena              | Dura (i)      | Philipp Petzschner | Max Mirny Andy Ram                   | 1-6, 5-7         |
| 4.  | 27 de febrero de 2011    | Delray Beach       | Dura          | Christopher Kas    | Scott Lipsky Rajeev Ram              | 6-4, 4-6, [3-10] |
| 5.  | 1 de mayo de 2011        | Belgrado           | Tierra batida | Oliver Marach      | František Čermák Filip Polášek       | 5-7, 2-6         |
| 6.  | 31 de julio de 2011      | Gstaad             | Tierra batida | Christopher Kas    | František Čermák Filip Polášek       | 3-6, 6-7(7)      |
| 7.  | 28 e agosto de 2011      | Winston-Salem      | Dura          | Christopher Kas    | Jonathan Erlich Andy Ram             | 6-7(2), 4-6      |
| 8.  | 15 de julio de 2012      | Bastad             | Tierra batida | Bruno Soares       | Robert Lindstedt Horia Tecău         | 3-6, 6-7(5)      |
| 9.  | 12 de mayo de 2013       | Madrid             | Tierra batida | Bruno Soares       | Bob Bryan Mike Bryan                 | 2-6, 3-6         |
| 10. | 16 de junio de 2013      | Queen's Club       | Hierba        | Bruno Soares       | Bob Bryan Mike Bryan                 | 6-4, 5-7, [3-10] |
| 11. | 21 de julio de 2013      | Hamburgo           | Tierra batida | Bruno Soares       | Mariusz Fyrstenberg Marcin Matkowski | 6-3, 1-6, [8-10] |
| 12. | 8 de septiembre de 2013  | Abierto de EE. UU. | Dura          | Bruno Soares       | Leander Paes Radek Štěpánek          | 1-6, 3-6         |
| 13. | 3 de noviembre de 2013   | París              | Dura (i)      | Bruno Soares       | Bob Bryan Mike Bryan                 | 3-6, 3-6         |
| 14. | 3 de enero de 2014       | Doha               | Dura          | Bruno Soares       | Tomáš Berdych Jan Hájek              | 2-6, 4-6         |
| 15. | 11 de enero de 2014      | Auckland           | Dura          | Bruno Soares       | Julian Knowle Marcelo Melo           | 6-4, 3-6, [5-10] |
| 16. | 16 de marzo de 2014      | Indian Wells       | Dura          | Bruno Soares       | Bob Bryan Mike Bryan                 | 4-6, 3-6         |
| 17. | 20 de junio de 2014      | Eastbourne         | Hierba        | Bruno Soares       | Treat Huey Dominic Inglot            | 5-7, 7-5, [8-10] |
| 18. | 20 de julio de 2014      | Hamburgo           | Tierra batida | Bruno Soares       | Florin Mergea Marin Draganja         | 4-6, 5-7         |
| 19. | 27 de septiembre de 2015 | San Petersburgo    | Dura (i)      | Julian Knowle      | Treat Huey Henri Kontinen            | 5-7, 3-6         |
| 20. | 8 de enero de 2016       | Doha               | Dura          | Philipp Petzschner | Feliciano López Marc López           | 4-6, 3-6         |
| 21. | 14 de febrero de 2016    | Róterdam           | Dura (i)      | Philipp Petzschner | Nicolas Mahut Vasek Pospisil         | 6-7(2), 4-6      |
| 22. | 27 de febrero de 2016    | Acapulco           | Dura          | Philipp Petzschner | Treat Huey Max Mirnyi                | 6-7(5), 3-6      |
| 23. | 30 de abril de 2017      | Barcelona          | Tierra batida | Philipp Petzschner | Florin Mergea Aisam-ul-Haq Qureshi   | 4-6, 3-6         |
| 24. | 24 de febrero de 2018    | Río de Janeiro     | Tierra batida | Nikola Mektić      | David Marrero Fernando Verdasco      | 7-5, 5-7, [8-10] |
| 25. | 6 de mayo de 2018        | Múnich             | Tierra batida | Nikola Mektić      | Ivan Dodig Rajeev Ram                | 3-6, 5-7         |

## Challenger Series

### Individuales
| N.º | Fecha      | Torneo                      | Superficie | Rival en la final | Resultado      |
| --- | ---------- | --------------------------- | ---------- | ----------------- | -------------- |
| 1.  | 06.08.2001 | Challenger de Togliatti (1) | Dura       | Karol Beck        | 6-2 6-2        |
| 2.  | 15.07.2002 | Challenger de Togliatti (2) | Dura       | Dmitry Vlasov     | 6-4 6-4        |
| 3.  | 27.10.2003 | Challenger de Aquisgrán     | Carpeta    | Jürgen Melzer     | 7-6(2) 6-1     |
| 4.  | 29.03.2004 | Challenger de Busan         | Dura       | Yen-Hsun Lu       | 6-3 5-7 6-3    |
| 5.  | 17.07.2006 | Challenger de Estambul      | Dura       | Roko Karanušić    | 6-7(3) 6-0 6-3 |

### Dobles
| N.º | Fecha       | Torneo                          | Superficie  | Compañero          | Rival en la final                      | Resultado         |
| --- | ----------- | ------------------------------- | ----------- | ------------------ | -------------------------------------- | ----------------- |
| 1.  | 08.08.1999  | Challenger de Ansfelden         | Tierra      | Georg Blumauer     | Marcelo Charpentier José Frontera      | 6:74, 6:3, 7:63   |
| 2.  | 03.03.2002  | Challenger de Ho-Chi-Minh-Stadt | Dura        | Amir Hadad         | Australia                              | 7:62, 7:5         |
| 3.  | 20..07.2003 | Challenger de Togliatti (1)     | Dura        | Jun Katō           | Rodolphe Cadart Benjamin Cassaigne     | 7:67, 6:4         |
| 4.  | 07.09.2003  | Challenger de Brașov            | Tierra      | Rogier Wassen      | Leonardo Azzaro · Stefano Galvani      | 6:2, 6:4          |
| 5.  | 06.12.2003  | Challenger de Ischgl            | Carpeta (i) | Julian Knowle      | Gianluca Bazzica · Massimo Dell'Acqua  | 6:2, 6:3          |
| 6.  | 14.08.2004  | Challenger de Graz (1)          | Dura        | Julian Knowle      | Emilio Benfele Álvarez · Josh Goffi    | 6:4, 6:2          |
| 7.  | 08.02.2005  | Challenger de Wolfsburgo (1)    | Carpeta (i) | Philipp Petzschner | Aisam-ul-Haq Qureshi · Lovro Zovko     | 6:2, 6:4          |
| 8.  | 09.04.2005  | Challenger de Tallahassee       | Dura        | Robert Lindstedt   | Goran Dragicevic Mirko Pehar           | 6:2, 7:5          |
| 9.  | 31.07.2005  | Challenger de Valladolid        | Dura        | Matwé Middelkoop   | Jasper Smit · Stefan Wauters           | 7:67, 6:3         |
| 10. | 13..08.2005 | Challenger de Graz (2)          | Dura        | Julian Knowle      | Johan Landsberg · Jean-Claude Scherrer | 3:6, 6:1, 6:2     |
| 11. | 30.10.2005  | Challenger de Seúl (1)          | Dura        | Björn Phau         | Rik De Voest · Łukasz Kubot            | 0:6, 6:4, [10:7]  |
| 12. | 22.04.2006  | Challenger de Cardiff           | Dura (i)    | Philipp Petzschner | Filip Prpic · Björn Rehnquist          | 4:6, 6:3, [10:7]  |
| 13. | 30.07.2006  | Challenger de Togliatti (2)     | Dura        | Uros Vico          | Alexey Kedryuk · Orest Tereschtschuk   | 6:4, 6:4          |
| 14. | 05.11.2006  | Challenger de Seúl (2)          | Dura        | Björn Phau         | Florin Mergea · Danai Udomchoke        | 6:4, 6:2          |
| 15. | 12.11.2006  | Challenger de Busan (1)         | Dura        | Björn Phau         | Sanchai Ratiwatana Sonchat Ratiwatana  | 6:73, 6:3, [10:6] |
| 16. | 25.02.2007  | Challenger de Besançon (1)      | Dura (i)    | Christopher Kas    | Grégory Carraz Gilles Müller           | 6:4, 6:4          |
| 17. | 04.03.2007  | Challenger de Wolfsburgo (2)    | Dura (i)    | Lars Übel          | Joshua Goodall · Jan Mertl             | 6:4, 6:4          |
| 18. | 04.11.2007  | Challenger de Aachen            | Carpeta (i) | Philipp Petzschner | Dominik Meffert · Mischa Zverev        | 6:3, 6:2          |
| 19. | 11.11.2007  | Challenger de Eckental (1)      | Carpeta (i) | Philipp Petzschner | Philipp Marx · Lars Übel               | 6:3, 6:4          |
| 20. | 24.02.2008  | Challenger de Besançon (2)      | Dura (i)    | Philipp Petzschner | Yves Allegro · Horia Tecău             | 6:3, 6:1          |
| 21. | 08.06.2008  | Challenger de Fürth             | Tierra      | Philipp Marx       | Daniel Köllerer · Frank Moser          | 6:3, 6:3          |
| 22. | 02.05.2009  | Challenger de Tenerife          | Dura        | Philipp Petzschner | James Auckland Joshua Goodall          | 6:2, 3:6, [10:4]  |
| 23. | 08.11.2009  | Challenger de Eckental (2)      | Carpeta (i) | Michael Kohlmann   | Philipp Marx · Igor Zelenay            | 6:4, 7:64         |
| 24. | 16.05.2010  | Challenger de Busan (2)         | Dura        | Australia          | Pierre-Ludovic Duclos · Yang Tsung-hua | 6:4, 7:5          |
| 25. | 23.05.2010  | Challenger de Cremona           | Dura        | Martin Slanar      | Rik De Voest Izak van der Merwe        | 7:5, 7:5          |
| 26. | 21.11.2010  | Challenger de Salzburgo         | Dura (i)    | Martin Slanar      | Australia Frank Moser                  | 7:61, 6:3         |